# 15651 Tlepolemos
15651 Tlepolemos (9612 P-L) là một Trojan của Sao Mộc.